# Vitorino Hilton
Vitorino Hilton da Silva (Brasilia, 13 september 1977) is een Braziliaanse voetballer die doorgaans als centrale verdediger speelt. Hij verruilde Olympique Marseille in augustus 2011 voor Montpellier HSC. Hilton was basisspeler in het team waarmee Montpellier in het seizoen 2011/12 voor het eerst in de clubgeschiedenis Frans landskampioen werd. Hilton groeide later uit tot aanvoerder en speelde in 2017 zijn 200e competitiewedstrijd voor de club.